# 몽땅 드릴까요
"몽땅 드릴까요"는 한국에서 제작된 유현목 감독의 1968년 영화이다. 김진규 등이 주연으로 출연하였고 김태수 등이 제작에 참여하였다.

## 출연

### 주연
- 김진규
- 조미령
- 박암
- 손방원

### 조연
- 오현경
- 양훈
- 양석천

## 제작진
- 원작자: 박조열
- 조명: 차정남
- 미술: 이문현

## 수상
- 제3회 백마상 신인여우상(손방원)